# Plinia yasuniana
Plinia yasuniana es una especie de árbol del orden Myrtales, perteneciente a la familia Myrtaceae.

## Distribución y hábitat
Esta especie se encuentra en el sotobosque de la Amazonía ecuatoriana, entre los 230 y 300 m s. n. m..

## Características
Entre los meses de agosto y noviembre se produce la floración y fructificación, no obstante se han observado a algunas plantas que son fértiles durante todo el año.
El mesocarpo es dulce y comestible.